# Raiffeisenbank Im Rheintal
Die Raiffeisenbank Im Rheintal ist eine österreichische Genossenschaftsbank. Die Regionalbank hat ihren Sitz in Dornbirn und gehört zu den größten Raiffeisenbanken in Vorarlberg. Ihr Marktgebiet umfasst Dornbirn und Lustenau und damit die nach Einwohnern größte Stadt und größte Marktgemeinde Vorarlbergs.

## Struktur
Die Raiffeisenbank Im Rheintal ist ein Allfinanzinstitut und bietet Finanzlösungen in sämtlichen Bereichen für Privatpersonen und Unternehmen. Die Genossenschaftsbank konnte sich durch ihre aktive Förderung der Region einen Namen machen: Die Förderbilanz weist eine jährliche Förderleistung in die Region von über 700.000 Euro auf. Diese Gelder fließen unter anderem an soziale, nachhaltige, kulturelle und sportliche Vereine und Initiativen. Partner sind unter anderem die Dornbirn Lions, Austria Lustenau, EHC Lustenau, VC Raiffeisen Dornbirn, Spielboden Dornbirn und das Conrad Sohm.
Die Raiffeisenbank Im Rheintal ist als Genossenschaftsbank organisiert. Daher gehört sie den Mitgliedern der Bank, welche Geschäftsanteile gezeichnet haben. Diese sind zumeist Privatpersonen aus der Region. Die Raiffeisenbank Im Rheintal ist gemeinsam mit den weiteren Vorarlberger Raiffeisenbanken Eigentümerin der Raiffeisenlandesbank Vorarlberg. Zusammen mit den anderen sieben Raiffeisenlandesbanken Österreichs ist diese Mehrheitseigentümerin der Raiffeisen Bank International AG.

## Geschichte
Franz Michael Felder, Wendelin Rädler, Johann Kohler – einige Persönlichkeiten versuchten Ende des 19. Jahrhunderts die Idee der Selbsthilfe von Friedrich Wilhelm Raiffeisen in Vorarlberg zu etablieren. Eine Naturkatastrophe verhalf der Idee zum Durchbruch: 1888 gerieten die Menschen in Lustenau durch die große Rheinüberschwemmung in arge Not. Niemand war damals bereit, der verarmten Gemeinde und ihren Bewohnern Geld zu leihen. Die Idee der Selbsthilfe schien die Rettung zu sein. Am 3. Jänner 1889 eröffnete in Lustenau der erste Spar- und Darlehenskassenverein Vorarlbergs. Wenige Jahre später folgten die Gründungen von Raiffeisen Kassenvereinen in den Dornbirner Vierteln Oberdorf und Markt sowie Hatlerdorf und Haselstauden. Die Nachfrage nach den Raiffeisen Kassenvereinen war groß, wie ihre in kürzester Zeit angewachsenen Mitgliederstände beweisen.
Aus dem Kassenverein in Lustenau wurde mit den Jahren die Raiffeisenbank Lustenau. Die verschiedenen Dornbirner Kassenvereinen fusionierten mit der Zeit zur Raiffeisenbank Dornbirn zusammen. 2012 schließlich schlossen sich diese beiden Raiffeisenbanken zur Raiffeisenbank Im Rheintal zusammen.

## Raiffeisenforum Friedrich Wilhelm
Das Raiffeisenforum Friedrich Wilhelm ist ein Veranstaltungsraum im Dachgeschoß der Bankstelle Rathausplatz in Dornbirn. Es dient als Räumlichkeit für verschiedene Events, Sitzungen und Fortbildungen. Das Raiffeisenforum Friedrich Wilhelm bietet auf einer Gesamtfläche von 250 Quadratmetern Platz für 120 Personen. Es verfügt dabei über eine großzügige Dachterrasse von 95 Quadratmetern, wodurch Besucher einen Blick auf Dornbirn und die Region gewinnen.